# 타다노 파운
타다노 파운 유한회사(독일어: Tadano Faun GmbH)는 독일의 중장비 제조업 회사이다. 타다노의 자회사이다.

## 역사

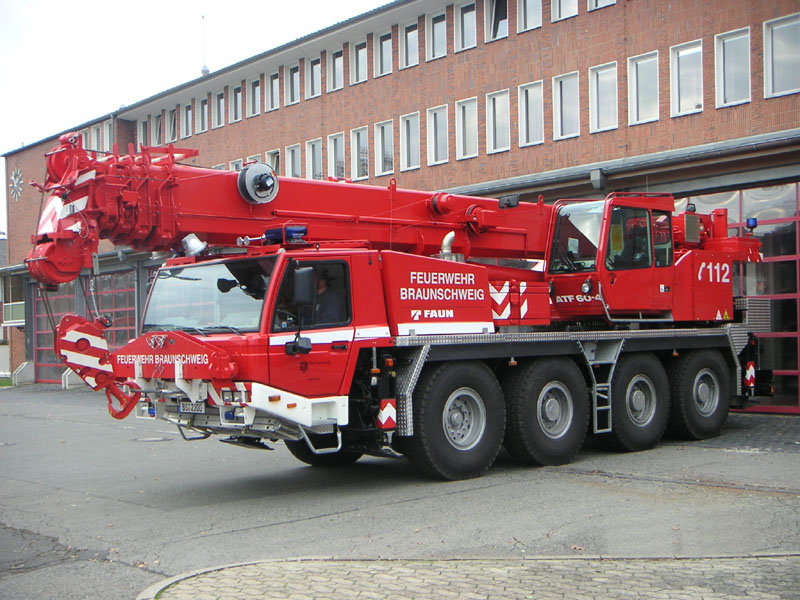
타다노 파운이 만든 한 중장비

1845년에 회사를 창립 했으며 독일의 전지형 기중기 생산하는 기업 중 가장 오래되었다. 1868년에 말이 끄는 소방차를 개발했으며 1890년에 최초로 증기 소방 차량을 생산했다. 1914년에 최초로 트럭과 특수 차량을 제작했다. 1918년에 안스바흐 자동차 공장과 뉘르베르크 자동차 공장을 합병했다. 1937년에 3축 트럭을 생산했으며 1943년에 제2차 세계대전으로 기존 공장이 파괴되면서 새로운 공장을 건설했다. 1956년에 군사 목적을 위해 대형 트력과 장비를 개발했다. 1960년대에 최초로 기중기를 제작하기 시작했으며 1970년대부터 1980년대까지 개발했다. 1985년에 최대 50톤 용량의 가진 전지형 기중기를 개발했다. 1990년 일본의 기중기 회사였던 타다노에 인수 되었다. 1991년에 일본 수출을 위해 전지형 기중기를 생산했다. 1995년에 회사 창립 150주년이 되었다. 2004년에 최초로 험지형 기중기를 제작한데 이어 2009년에 트럭 기중기를 제작했다. 2013년에 공장을 확장 및 이전하면서 현재에 이르고 있다.

## 주력 모델
| 모델       | 유형          | 최대 리프팅 용량 | 붐 길이     | 붐 확장        | 최대 활차 높이 | 최대 반경 |
| ---------- | ------------- | ---------------- | ----------- | -------------- | -------------- | --------- |
| ATF 400G-6 | 전지형 기중기 | 400톤            | 15-60m      | 5,5-78,5m      | 152m           | 86m       |
| ATF 220G-5 | 전지형 기중기 | 220톤            | 13,2-68m    | 5,4-37,2m      | 109m           | 86m       |
| ATF 180G-5 | 전지형 기중기 | 180톤            | 13,2-60m    | 5,4-37,2m      | 101m           | 76m       |
| ATF 130G-5 | 전지형 기중기 | 130톤            | 12,8-60m    | 3,8-32m        | 95m            | 76m       |
| ATF 110G-5 | 전지형 기중기 | 110톤            | 13-52m      | 3,5m/9,5-30,1m | 86m            | 64m       |
| ATF 100G-4 | 전지형 기중기 | 100톤            | 11,1-51,2m  | 1,6m/10-18m    | 73m            | 56m       |
| ATF 70G-4  | 전지형 기중기 | 70톤             | 11-44m      | 1,6m/9-16m     | 63m            | 50m       |
| ATF 50G-3  | 전지형 기중기 | 50톤             | 10-40m      | 1,6m/9-16m     | 59,5m          | 46m       |
| ATF 40G-2  | 전지형 기중기 | 40톤             | 10,45-35,2m | 9m             | 47m            | 38m       |
| HK 65      | 트럭 기중기   | 65톤             | 10,35-41m   | 8,8m/15,8m     | 60m            | 46m       |
| HK 40      | 트럭 기중기   | 40톤             | 10,45-35,2m | 9m             | 47,5m          | 40m       |
| GR-800EX   | 험지형 기중기 | 80톤             | 12-47m      | 10,1m/17,7m    | 67,5m          | 53,9m     |
| GR-600EX   | 험지형 기중기 | 60톤             | 11-43m      | 10,1m/17,7m    | 63m            | 50,3m     |
| GR-500EX   | 험지형 기중기 | 50톤             | 10,7-34,7m  | 8,8m/15,2m     | 53m            | 42,2m     |
| GR-300EX   | 험지형 기중기 | 30톤             | 9,7-31m     | 7,2m/12,8m     | 47,5m          | 37,2m     |